# La malquerida (telenovela)
La malquerida es una telenovela mexicana del año 2014, basada en la historia original de Jacinto Benavente, y producida por José Alberto Castro para Televisa, la cual es transmitida por el Canal de las Estrellas.
Está protagonizada por Victoria Ruffo, Ariadne Díaz y Christian Meier como protagonista antagónico, con las actuaciones estelares de Ignacio López Tarso, Raquel Olmedo y Silvia Mariscal.
El equipo de la telenovela inició las grabaciones el 24 de marzo de 2014.

## Argumento
Acacia pierde a su padre Alonso en un accidente mientras él montaba en caballo. Cristina, madre de ésta y esposa de él, al quedar viuda repentinamente, se entera de que su esposo había hipotecado la hacienda para poder cubrir los gastos de las siembras y ganado, al no encontrar una solución a esto, decide vender la hacienda e irse a vivir con sus padres junto con su hija. El patrimonio de su marido y el cual su hija Acacia quería mucho fue rescatado por Esteban, un peón de la hacienda, antes de ser vendida.
Después de tanto esfuerzo por parte de Cristina y Esteban, logran levantar la hacienda Benavente de nuevo y los dos comienzan a sentir una «gran atracción sentimental», Acacia quien apenas era una niña no lograba comprender el amor que tenían los dos, aún no podía superar la reciente perdida de su padre y llena de odio hace todo lo posible por irse de la hacienda, en tanto Juan Carlos y Elena, los padres de Cristina, la convencen para que Acacia se vaya a vivir con ellos, en lo que logra superar la muerte de su padre y poder aceptar la relación de su madre con Esteban.
Pasan 10 años, pero el odio y el rencor de Acacia por Esteban no han cambiado, al regresar a la hacienda como una bella joven, el primero en verla es Esteban quien no la reconoce después de mucho tiempo. Acacia es desafiante y le deja en claro que ella es la dueña de la hacienda Benavente. Sin embargo, entre los dos empieza a surgir un amor oculto, mismo que enloquece a Esteban quien empieza a alejar a cualquier hombre que se acerque a Acacia, convirtiéndola en 'La Malquerida'.
Sin embargo, este no es el único tema del que trata la novela, también se habla sobre otros asuntos como la prostitución, a la que Alejandra tuvo que estar sometida por muchos años; y los diferentes problemas que se pueden generar dentro de una familia por la falta de comunicación, como es el caso de Norberto y Juliana.

### Final
Acacia (Ariadne Díaz) y Cristina (Victoria Ruffo) tienen una profunda y tensa charla, más que de madre a hija, se hablan de mujer a mujer. Cristina le dice que no podrá perdonarla, y Acacia le informa que se irá del país para no molestarla. Esteban (Christian Meier) es buscado intensamente por la policía, es el principal sospechoso por la muerte de Manuel (Brandon Peniche). Preso de la locura, regresa a la Benavente con el propósito de llevarse con el a Acacia. Ahí, frente a Acacia y Cristina, las amenaza con una pistola y les confiesa que él mató a Manuel a machetazos, y no solo eso, que él fue el culpable de la muerte de Alonso (Marcelo Córdoba), primer esposo de Cristina y padre de Acacia. Madre e hija sufren de rabia e impotencia al saber por fin la verdad. Llegan entonces; Norberto (Guillermo García Cantú), Héctor (Arturo Peniche) y Ulises (Mane de la Parra); el primero a ajustar cuentas con Esteban, pues ya está enterado de que él le quitó la vida a su hijo; y los otros dos con la noticia de que la policía está en camino. Todo se precipita, y Acacia recibe un balazo. La familia reza porque se salga bien librada, en tanto que Esteban es apresado.
Acacia reaparece en la boda de Alejandra (África Zavala), su mejor amiga, y Germán (Osvaldo de León); que a pesar de las dificultades y la maldad de Danilo (Alberto Estrella) pueden ser felices.
En la cárcel, Danilo es quemado vivo por sus compañeros de celda; en tanto que Braulio 'El Rubio' (Fabián Robles) le hace una última visita a Esteban, llevándole una fotografía de Acacia, y diciéndole que ese amor adúltero finalmente lo destruyó. Esteban llora apretando la foto de su amada.
Finalmente, Cristina perdona a Acacia; quien a su vez se da una oportunidad con Ulises, el verdadero amor de su vida. Héctor le deja un boleto de avión a Cristina por si quiere seguirlo a Italia. 
Madre e hija se abrazan y caminan hacia adelante, evitando el pasado en el que fueron, cada una a su manera, 'La Malquerida'.

## Reparto
- Victoria Ruffo - Cristina Maldonado Reyes vda. de Rivas / de Domínguez
- Ariadne Díaz - Acacia Rivas Maldonado
- Christian Meier - Esteban Domínguez Parra
- África Zavala - Ana Alejandra Silva / Turquesa
- Arturo Peniche - Héctor Robledo
- Guillermo García Cantú - Norberto Palacios Rincón
- Alberto Estrella - Danilo Vargas
- Nora Salinas - Juliana Salmerón de Palacios
- Sabine Moussier - Edelmira López / Perla
- Mane de la Parra - Ulises Torres Gallardo
- Ignacio López Tarso - Juan Carlos Maldonado
- Raquel Olmedo - Rosa Molina
- Silvia Mariscal - Elena Reyes de Maldonado
- Fabián Robles - Braulio "Rubio" Jiménez
- Osvaldo de León - Germán Palacios Salmerón
- Brandon Peniche - Manuel Palacios Salmerón
- Toño Mauri - Andrés Vivanco
- Lupita Jones - Carmen Gallardo Vda. de Torres
- Gimena Gómez - Luisa Valero Molina
- Gonzalo Peña - Arturo Torres Gallardo
- Joshua Gutiérrez - Memo
- Michelle Ramaglia - Nuria Vásquez
- Maritza Olivares - Olga
- Odemaris Ruiz - Juana / Julianita
- Alexia Vásquez - Katia
- Andrea Guerrero - Lizi
- Marcelo Córdoba - Alonso Rivas
- Miranda Cid - Acacia Rivas Maldonado (niña)
- Daniela García - Luisa Valero Molina (niña)
- Arantza Ruiz - Ana Alejandra Silva (niña)
- Alejandro Felipe - Carlos "Carlitos" Silva
- Gonzalo Padilla -  El Rolo " sicario de Danilo Vargas

## Premios y nominaciones

### Premios TVyNovelas 2015
| Categoría                | Nominado/a       | Resultado |
| ------------------------ | ---------------- | --------- |
| Mejor actriz protagónica | Ariadne Díaz     | Nominada  |
| Mejor actor antagónico   | Alberto Estrella | Nominado  |
| Mejor actriz coestelar   | África Zavala    | Nominada  |
| Mejor actor de reparto   | Fabián Robles    | Nominado  |
| Mejor actor juvenil      | Brandon Peniche  | Nominado  |

### Premios Bravo
| Año  | Categoría          | Nominado            | Resultado |
| ---- | ------------------ | ------------------- | --------- |
| 2015 | Mejor primer actor | Ignacio López Tarso | Ganador   |